# Усач Радде
Усач Радде (лат. Neocerambyx raddei) — вид жесткокрылых насекомых из семейства усачей (Cerambycidae). Лёт жука: в конце июля и в августе. Жуки ведут ночной образ жизни и могут прилетать к искусственному свету.

## Распространение
Распространён в Азии: в Уссурийско-Приморском регионе, северной части Китая, Корее и Японии.

## Описание
Взрослый жук длиной от 35 до 52 мм. Тело личинки белое, в длину до 65 мм, и шириной головы 8 мм.

## Развитие
Личинки заселяют стволы угнетённых растущих деревьев дуба (Quercus) диаметром до 50 см. Первое время личинки живут под корой, потом в древесине, где прокладывают обычно продольные ходы.

## Экология
Населяет широколиственные леса. Личинка развивается в стволах лиственных пород следующих видов: каштан посевной (Castanea sativa), дуб острейший (Quercus acutissima) и дуб пильчатый (Quercus serrata).